# Croatia Airlines

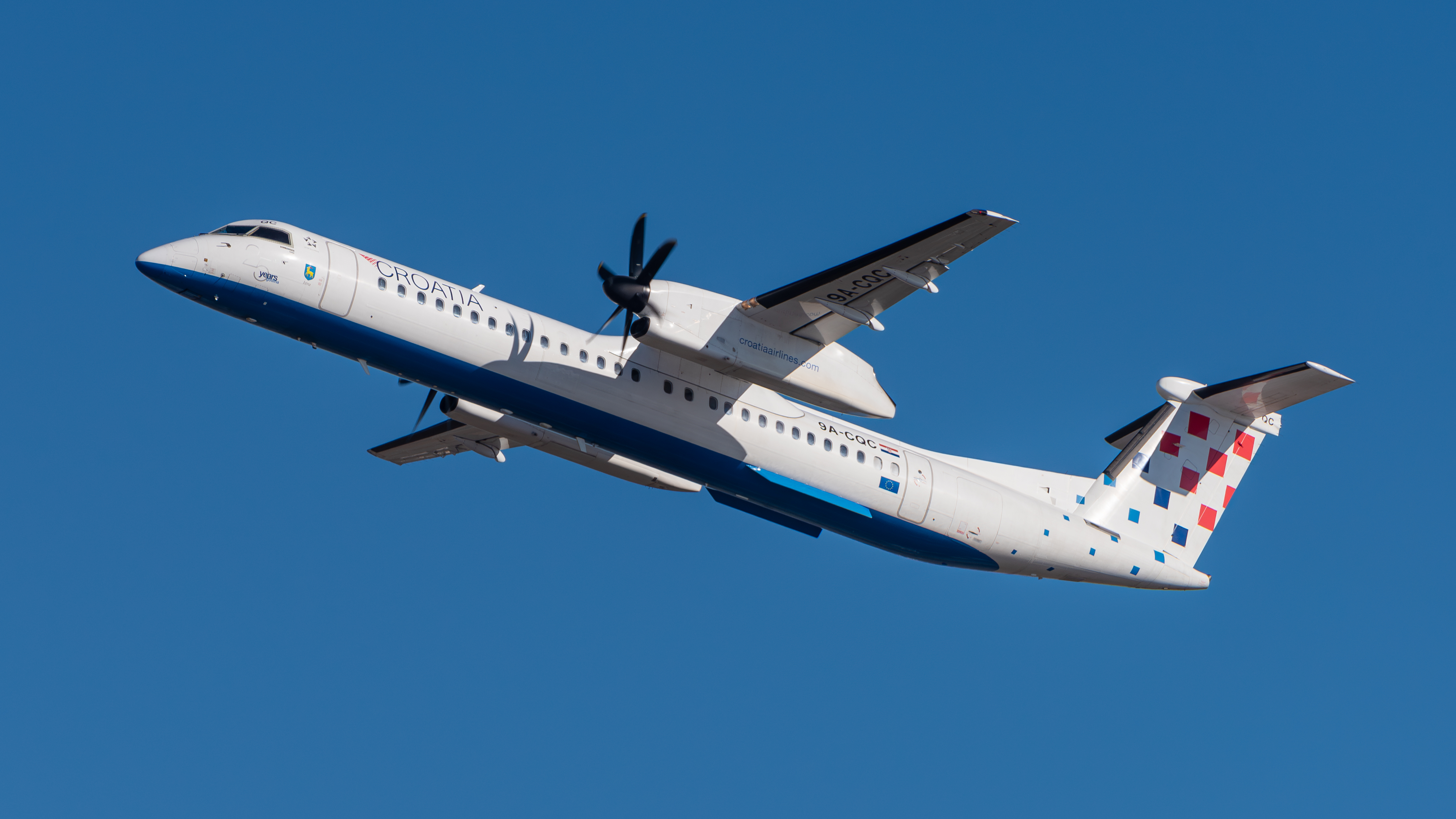
Bombardier Q400 w barwach Croatia Airlines

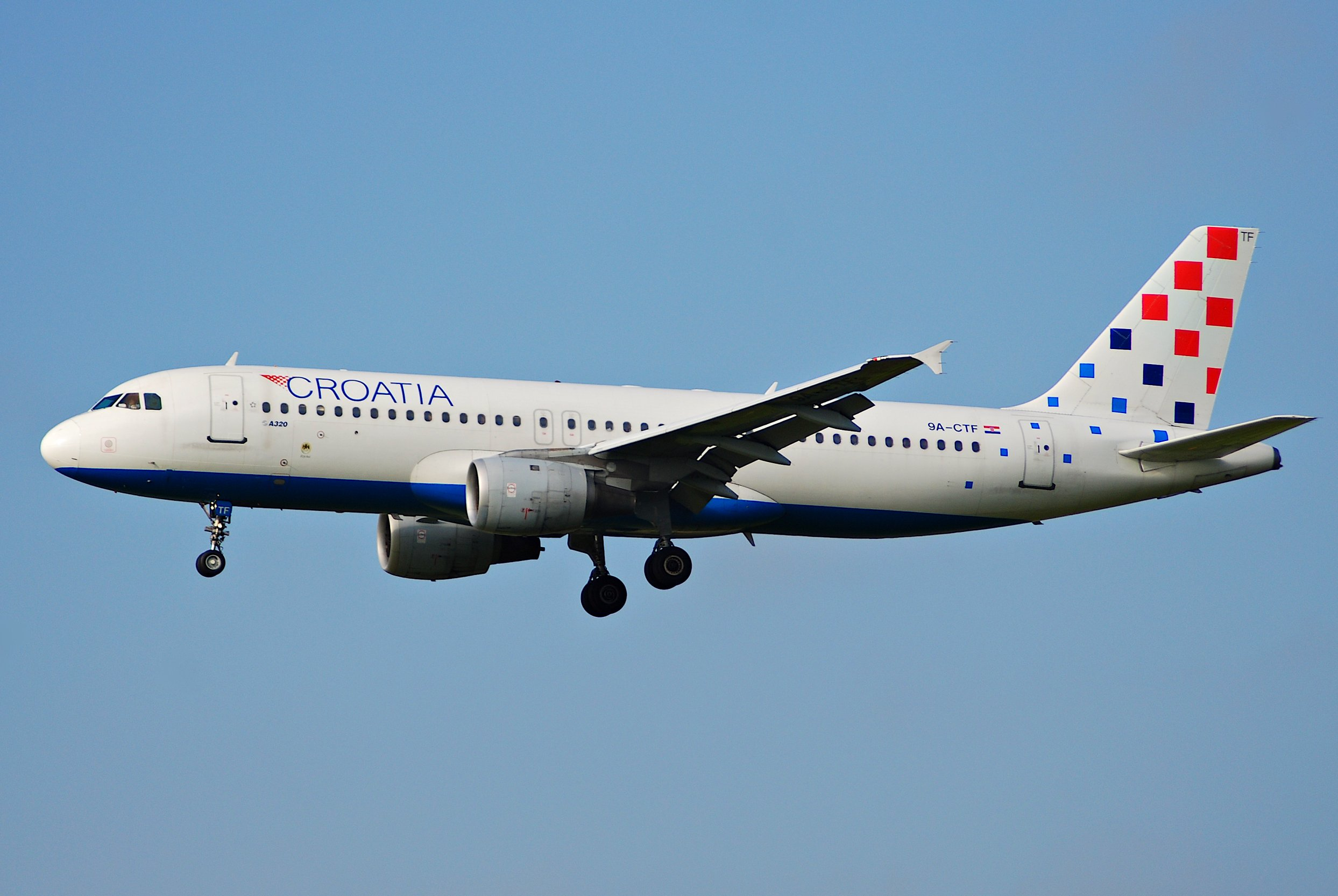
Airbus A320-200 w barwach Croatia Airlines

Croatia Airlines – chorwackie narodowe linie lotnicze z siedzibą w Zagrzebiu. Są członkiem sojuszu Star Alliance. Głównym węzłem jest port lotniczy Zagrzeb.

## Flota
Według stanu na maj 2025 flota Croatia Airlines składała się z 13 samolotów o średnim wieku 16,9 lat:
| Samolot          | Samolot | Samolot   | Liczba miejsc | Liczba miejsc | Liczba miejsc | Uwagi                                                                    |
| Model            | Aktywne | Zamówione | B             | E             | Łącznie       | Uwagi                                                                    |
| ---------------- | ------- | --------- | ------------- | ------------- | ------------- | ------------------------------------------------------------------------ |
| Airbus A220-300  | 3       | 10        | -             | 150           | 150           | Elastyczna konfiguracja miejsc klas B i E W trakcie dostarczania od 2024 |
| Airbus A319-100  | 4       | -         | -             | 144           | 144           | Elastyczna konfiguracja miejsc klas B i E                                |
| Airbus A320-200  | 2       | -         | -             | 174           | 174           | Elastyczna konfiguracja miejsc klas B i E                                |
| Bombardier Q 400 | 4       | -         | -             | 76            | 76            | Wycofywane od 2024                                                       |
| Łącznie          | 13      | 10        |               |               |               |                                                                          |

## Kierunki lotów
Croatia Airlines obsługuje loty do 31 lotnisk w 18 krajach:
| Państwo              | Lotnisko                                     | Uwagi |
| -------------------- | -------------------------------------------- | ----- |
| Austria              | Port lotniczy Wiedeń-Schwechat               |       |
| Belgia               | Port lotniczy Bruksela                       |       |
| Bośnia i Hercegowina | Port lotniczy Sarajewo                       |       |
| Chorwacja            | Port lotniczy Brač                           |       |
| Chorwacja            | Port lotniczy Dubrownik                      |       |
| Chorwacja            | Port lotniczy Osijek                         |       |
| Chorwacja            | Port lotniczy Pula                           |       |
| Chorwacja            | Port lotniczy Rijeka                         |       |
| Chorwacja            | Port lotniczy Split                          |       |
| Chorwacja            | Port lotniczy Zadar                          |       |
| Chorwacja            | Port lotniczy Zagrzeb im. Franja Tuđmana     | Hub   |
| Czechy               | Port lotniczy Praga im. Václava Havla        |       |
| Dania                | Port lotniczy Kopenhaga-Kastrup              |       |
| Francja              | Port lotniczy Paryż-Roissy-Charles de Gaulle |       |
| Francja              | Port lotniczy Lyon-Saint-Exupéry             |       |
| Grecja               | Port lotniczy Ateny                          |       |
| Hiszpania            | Port lotniczy Barcelona                      |       |
| Holandia             | Port lotniczy Amsterdam-Schiphol             |       |
| Irlandia             | Port lotniczy Dublin                         |       |
| Niemcy               | Port lotniczy Berlin Brandenburg             |       |
| Niemcy               | Port lotniczy Düsseldorf                     |       |
| Niemcy               | Port lotniczy Frankfurt                      |       |
| Niemcy               | Port lotniczy Monachium                      |       |
| Macedonia Północna   | Port lotniczy Skopje                         |       |
| Rumunia              | Port lotniczy Bukareszt-Otopeni              |       |
| Szwajcaria           | Port lotniczy Zurych-Kloten                  |       |
| Szwecja              | Port lotniczy Sztokholm-Arlanda              |       |
| Wielka Brytania      | Port lotniczy Londyn-Gatwick                 |       |
| Wielka Brytania      | Port lotniczy Londyn-Heathrow                |       |
| Włochy               | Port lotniczy Mediolan-Malpensa              |       |
| Włochy               | Port lotniczy Rzym-Fiumicino                 |       |